# Yusra al-Barbari
Yusra Al Barbari (Gaza, Palestina, 15 de abril de 1923 - Gaza, 13 de mayo de 2009) fue una profesora y activista palestina que fue miembro del Consejo Nacional Palestino y de la Organización de Liberación de Palestina (OLP).

## Biografía
Al Barbari nació en la ciudad de Gaza el 15 de abril de 1923. Provenía de una familia musulmana. Sus padres eran Ibrahim Al Barbari, un comerciante, y Labiba Mahmud Halawah, y tenía dos hermanos y hermanas.
Al Barbari se graduó en el Schmidt's Girls College de Jerusalén y en 1949 se licenció en historia en la Universidad Fuad I (precursora de la Universidad de El Cairo). Ella fue la primera mujer graduada universitaria de la ciudad de Gaza. Durante sus estudios en la escuela secundaria y la universidad, Al Barbari participó en manifestaciones contra los gobernantes británicos de Palestina que apoyaban la invalidación de la Declaración Balfour y el fin de la inmigración judía a la región.

## Trayectoria
Después de graduarse, Al Barbari trabajó como profesora en Gaza, que estaba bajo administración egipcia. Luego se desempeñó como inspectora en escuelas de niñas y desarrolló un programa educativo para la formación de docentes femeninas. Sobre la base de este programa se creó en Gaza el Instituto de Profesoras. También se desempeñó como presidenta de la Universidad Abierta para Mujeres en la Franja de Gaza.
Durante la década de 1950, Al Barbari continuó participando en manifestaciones contra Israel. En 1963, formó parte de la primera delegación palestina que visitó las Naciones Unidas junto con Haidar Abdel-Shafi e Ibrahim Abu Sitta. Al Barbari fue elegida miembro del primer Consejo Nacional Palestino organizado en Jerusalén en mayo de 1964, durante el cual se formó la OLP. Ese mismo año participó en el establecimiento de la Unión de Mujeres de Gaza y se convirtió en su presidenta. La Unión participó en la conferencia que estableció la Unión General de Mujeres Palestinas en Jerusalén en 1965. En 1991, formó parte de las delegaciones de la Federación de Sociedades Voluntarias de Mujeres.
En 1973, Al Barbari fue elegida secretaria ejecutiva de la Sociedad de la Media Luna Roja de Gaza y posteriormente fue miembro de su junta directiva. También se desempeñó como miembro de la Sociedad de Veteranos y de la Sociedad para Discapacitados en la Franja de Gaza.
Debido a sus actividades políticas en los años 1970 Israel le prohibió la entrada al país. Ella estuvo entre los firmantes de un documento fechado en septiembre de 1977 que pedía la fundación de un Estado palestino bajo la autoridad de la OLP.
Al Barbari hablaba con fluidez árabe, inglés y francés.
El 13 de mayo de 2009, murió en la ciudad de Gaza el 13 de mayo de 2009 y fue enterrada en el Cementerio de los Mártires de la ciudad de Gaza. El 21 de mayo de 2009, la Unión General de Mujeres Palestinas le concedió póstumamente la Medalla Estrella de Jerusalén.

### Legado
Al Barbari apareció junto con otras cuatro mujeres palestinas en un documental de 1991 titulado L'espoir voilé dirigida por Norma Marcos.
El retrato de Al Barbari fue una de las pinturas de la exposición individual de seis meses del artista palestino Malak Mattar en Garden Court Chambers, Londres, en 2023.